# Relaciones Austria-Francia
Las relaciones entre Austria y Francia, también conocidas como relaciones franco-austriacas, es un término que se refiere a las relaciones internacionales ejercidas entre dos Estados miembros de la Unión Europea, la República de Austria y la República francesa.

## Relaciones entre Francia y la Austria de los Habsburgo

### Conflicto en pro. de la supremacía  europea
Desde la segunda mitad del siglo XIV, el Estado borgoñón comenzó a formarse sobre el territorio de la antigua lotaringia de los dos lados de la frontera lingüística franco-alemana. Borgoña estaba compuesto de países tradicionalmente diferentes, los cuales no se encontraban unificados nacional, económica o culturalmente, convirtiéndose a finales del siglo XV en una potencia europea. El nuevo Estado era apodado el "gran ducado del oeste" porque sobrepasaba en potencia y riqueza a la mayoría de las monarquías europeas. Sin embargo a este ducado le hacía falta una casa real. No obstante, Carlos el Temerario intentó cambiar esto estableciendo relaciones entre Borgoña y los Habsburgo esperando establecer una casa real.
Cuando en enero de 1477, Carlos el Temerario cayó en la batalla de Nancy sin dejar descendencia masculina, la autonomía del duque de Borgoña llegó a un final abrupto. Carlos el Temerario había prometido que su hija, María de Borgoña, iba a casarse con Maximiliano I, hijo del emperador Federico III, que tuvo lugar ese mismo año. No obstante, este matrimonio precipitó a Francia y la casa real de los Habsburgo en un conflicto que duró varios siglos.
Maximiliano I reclamó sus derechos hereditarios al trono de Borgoña, que poseía gracias a su matrimonio con la futura heredera de la Casa de Borgoña, encontrándose en la misma situación que el rey de Francia, Luis XI, perteneciente a la casa de los Valois, los cuales eran originarios de Borgoña. Esto llevó, de 1477 a 1482 y de 1487 a 1493, a un conflicto denominado la guerra de Sucesión borgoña. En 1493, el tratado de Senlis fue firmado entre el rey Carlos VIII de Francia. y Maximiliano este último conservó entonces la mayoría de los territorios borgoñones en el seno del Sacro Imperio Romano.
Del matrimonio entre el rey Maximiliano y María de Borgoña nació en 1478 Felipe I "el hermoso", cuyo nacimiento contribuyó a consolidar el reinado de los Habsburgo en Borgoña. En 1496, Felipe I se casó con Juana I de Castilla, hija de los reyes católicos Isabel I de Castilla y Fernando II de Aragón. Además de los territorios con los que contaban en la península ibérica, el imperio español se extendía tanto hacia el sur de Italia (Cerdeña, Nápoles y Sicilia) como a las colonias de ultramar recientemente descubiertas y colonizadas. El contexto político de estos matrimonios dinásticos era la formación de una alianza contra el Reino de Francia. Eso aumentó la rivalidad entre las Habsburgo y los Franceses.
Debido a las muertes súbitas de sus padres, Juana acabó como la única heredera de la corona de España, recientemente unificada, lo que ubicó a Felipe en una situación similar a la de su padre en Borgoña: era el príncipe consorte de la heredera. Su hijo, Carlos V reinó sobre el Flandes borgoño desde 1515 y, el año siguiente, sobre e España. Esto permitió en la casa de las Habsburgo reunir varias coronas y concentrar distintas reivindicaciones territoriales. Francia se vio acorralada: al sur con la Península ibérica y la subida de poder española, al nordeste, a lo largo de la frontera entre Francia y el Sacro Imperio, por todos los territorios que hacían parte de la herencia borgoña. Los esfuerzos franceses con el fin de poner un término a este acorralamiento condujeron a más de 240 años de conflictos armados entre los Habsburgo y Francia, las guerras italianas (1494-1559), la guerra de los Treinta Años (1618-1648), hasta la guerra de Sucesión de España (1701-1714), que terminaron con los tratados de Utrecht (1713), de Bade y de Rastatt (1714). Estos tratados fueron la base de un sistema europeo pensado principalmente en el equilibrio de poderes.

### Destrucción de alianzas
El aumento en poder prusiano, causado en gran medida por las reformas al ejército de Federico Guillermo I y la recuperación del territorio de Silesia durante la Primera Guerra de Silesia (1740-1742), creó nuevas tensiones entre los Habsburgo y Prusia. Los Habsburgo buscaron entonces una nueva alianza en su histórica rival, Francia. Del lado francés, a partir de mediados del siglo XVIII , el país rivalizaba cada vez más con Inglaterra, tanto en el territorio europeo como en las colonias. Como consecuencia del Tratado de Westminster de 1756 entre Inglaterra y Prusia, Francia buscó nuevos acercamientos con los Habsburgo. Este suceso,al cual se le puede llamar como «Revolución diplomática», o «Destrucción de las alianzas» , es un cambio fundamental en el orden europeo. En febrero de ese mismo año, se dio inicio a la guerra de los Siete Años con el ataque francés a las islas británicas y contra la isla de Menorca (Batalla de Menorca). El 1 de mayo de 1756, el primer tratado de Versalles cimentó de forma oficial una alianza defensiva entre Austria y Francia. En realidad, el tratado era una antesala a una futura invasión de Prusia. Durando el verano de 1759, Rusia entró en la alianza. El tratado preveía una ayuda mutua entre las tropas de las naciones participantes. Un año después, el 1 de mayo de 1757, un segundo tratado de Versalles fue firmado. Este segundo tratado tenía cláusulas que permitían la adquisición francesa de varias ciudades de los Países Bajos austriacos. En retorno, Francia proporcionaba a Austria 130 000 hombres, pagaba 12 millones de florines a los Habsburgo y reconocía que Silesia y Glatz formaban parte del territorio de la monarquía de los Habsburgo. La guerra de los Siete Años finalizó en 1763 y confirmó el status quo. Silesia y Glatz quedaron como territorio prusiano y las tierras hereditarias austriacas continuaron perteneciendo a Austria.

### Matrimonio de María Antonieta y Luis XVI
En 1754 las relaciones diplomáticas entre Francia y Austria mejoraron considerablemente gracias al matrimonio entre María Antonieta y Luis XVI, que dio la estocada final al conflicto franco-austriaco.

### Revolución francesa

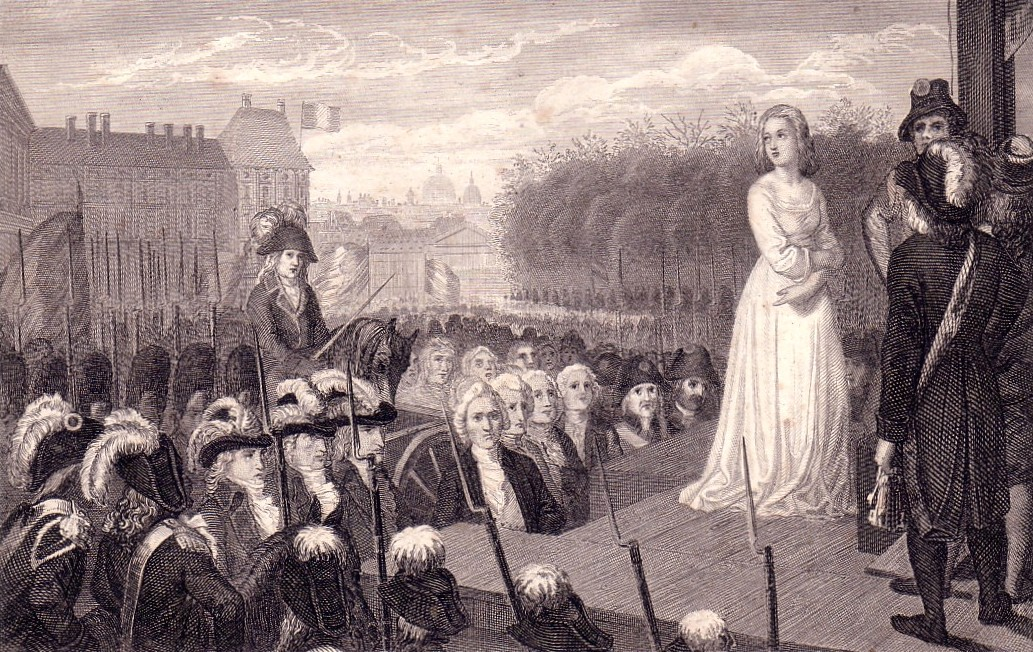
Ejecución de Marie-Antoinette.

El emperador Leopoldo II había tenido en un primer instante una opinión positiva de la Revolución francesa, pero en 1791 su hermana Marie-Antoinette le pidió de intervenir militarmente y de poner punto final a la revolución. El emperador se rehusó y, consecuentemente, el 20 y 21 de junio de 1791, la familia real de Francia intentó huir. Fue interceptada en Varennes y devuelta a París. El 3 de septiembre de ese año, la monarquía constitucional fue proclamada. En reacción, el emperador Leopoldo II y el rey de Prusia Federico Guillermo II de Prusia proclamaron la próxima destrucción de la Revolución francesa. Consecuentemente, Francia declaró la guerra contra Prusia con el apoyo de la población. Durante la batalla de Valmy, el 20 de septiembre de 1792, el ejército revolucionario rechazó las fuerzas de la coalición. La ejecución de Luis XVI y de María Antonieta en 1793 llevó a otras potencias, como Inglaterra, dentro de la guerra contra Francia. La ejecución de María Antonieta llevó a la enemistad de José segundo contra la Francia Revolucionaria.

### Primera y segunda guerra de la coalición
Con la declaración de Pillnitz de 1791, Austria y Prusia unieron sus fuerzas para apoyar al rey Louis XVI durante la Revolución francesa. Esta alianza se amplió a lo largo del siglo XVIII hacia otras potencias europeas con el fin de contener los "nocivos" efectos de la Revolución francesa.
Con la declaración de guerra a Francia el 20 de abril de 1792, la Guerra de la Primera Coalición comenzó. Se llegó a un término el 17 de octubre de 1797 con el tratado de Campo-Formio entre Francia y Austria, que contaba entre sus signatarios a Napoleón Bonaparte. El Congreso de Rastatt que se celebró desde 1797 hasta 1799 estuvo pensado para permitir iniciar una discusión con pretensiones a ejecutar las instrucciones del tratado de paz. No obstante, un atentado contra los embajadores franceses llevó al comienzo de las guerras napoleónicas, volviéndose a las hostilidades entre Francia y Austria. El 14 de junio de 1800, tuvo lugar batalla de Marengo al norte de Italia, que se encontraba bajo control francés, y concluyó con una victoria decisiva sobre el ejército austriaco. El mismo año, la batalla de Hohenlinden tuvo lugar. Los franceses resultaron victoriosos contra el ejército austriaco y pudieron comenzar una invasión de Austria. Esta se vio obligada a firmar un tratado de paz, el tratado de Lunéville. Este tratado le concedió a Francia el control sobre el margen izquierdo del río Rin y el reconocimiento de la Revolución francesa y sus consecuencias, particularmente el surgimiento Repúblicas Hermanas, destacándose el reino de Etruria.

## sigloXIX

### Guerras napoleónicas

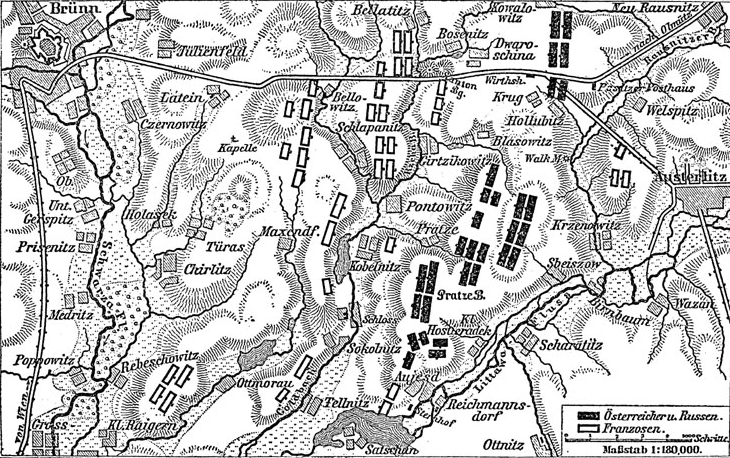
Plan de batalla de Austerlitz.

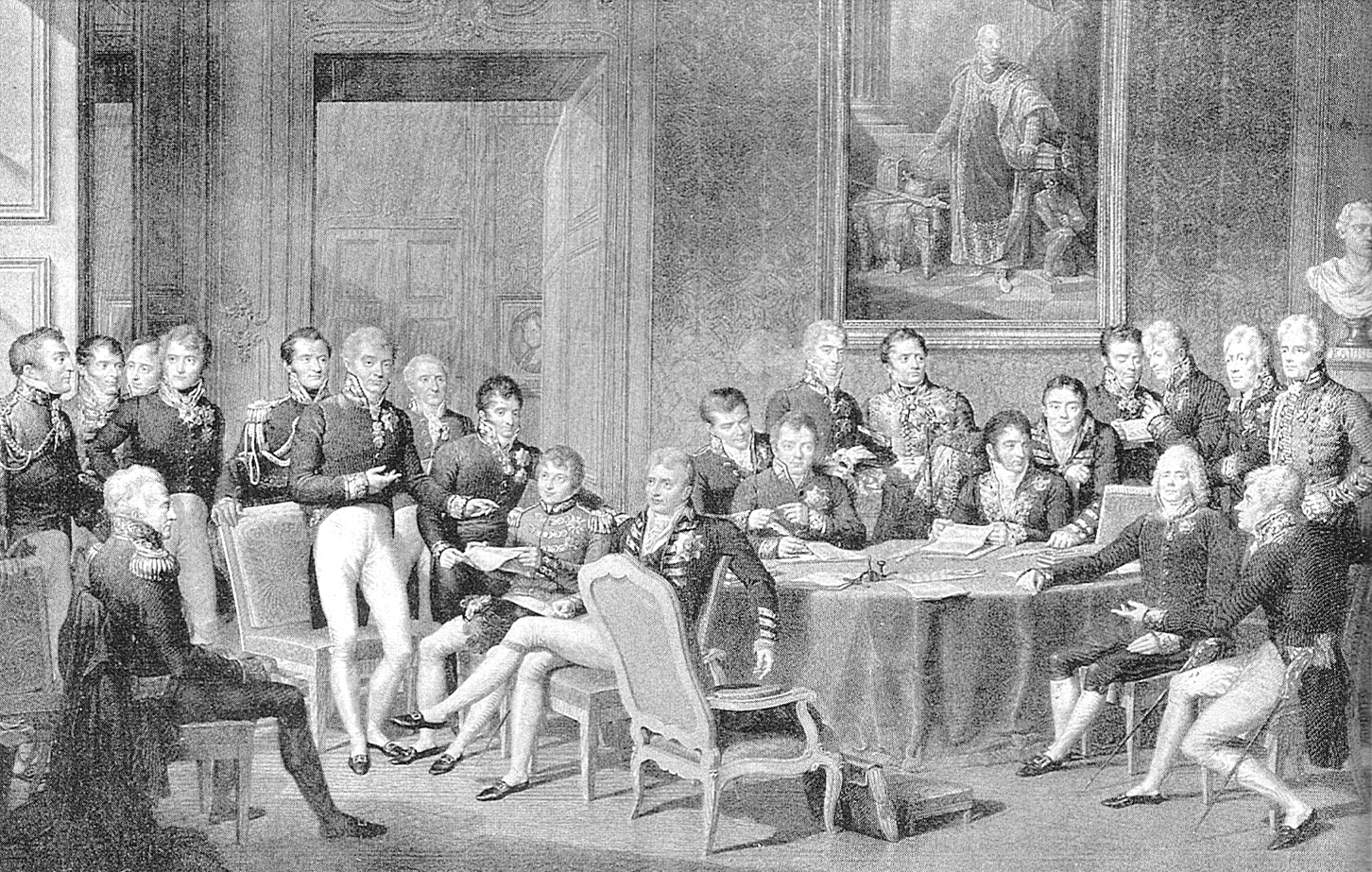
El congreso de Viena.

En 1804, Napoleón Bonaparte se coronó como Emperador de los Franceses a lo que Austria respondió con la proclamación del Imperio austriaco por parte de Francisco II, que tomó el nombre de Francisco I de Austria.
En 1805, Austria se unió a la alianza que estaba hasta ese momento compuesta por Gran Bretaña, Rusia y Suecia en el contexto de la Guerra de la Tercera Coalición para liberar a la Holanda y a la Suiza napoleónicas. En agosto de 1805, Francia le pidió a Austria retirar sus tropas del Tirol y del Véneto. El emperador Francisco se negó a las exigencias francesas y Napoleón firmó una alianza con el Reino de España y los soberanos de los estados independientes del sur de Alemania. El 22 de septiembre, después de la invasión de Baviera por parte de Austria, Francia le declaró la guerra al Imperio austriaco y, el 25 de septiembre, Napoleón cruzó el Rin. Después de su victoria en la Batalla de Elchingen, las tropas francesas se empezaron a mover hacia Viena. El 2 de diciembre de 1805, la batalla de Austerlitz se peleó entre Brno y Austerlitz. El ejército conjunto austro-ruso fue vencidó y Napoleón se instaló en el castillo de Austerlitz. Concluyó con una tregua con el emperador Francisco I y se decidió la retirada de las tropas rusas. Esta tercera guerra de coalición finalizó el 15 de diciembre de 1805 con la firma del tratado de Schönbrunn que produjo enormes pérdidas territoriales a Austria. Este tratado de paz conllevo la disolución del Sacro Império ya que Napoleón exigió que Francisco II abdicase. Un año después, la Confederación del Rin fue creada a partir de una iniciativa de Napoleón.
Después de su éxito en la batalla de Abensberg, la batalla de Eckmühl y la batalla de Ratisbona, Napoleón lideró, el 13 de mayo de 1809, a su ejército con vistas a Viena. La batalla de Esslingse se combatió en el este de Viena. Con este enfrentamiento los austriacos no solo celebraron una victoria, sino la primera derrota de Napoleón en el campo de batalla, aunque no obstante se mantuvo el status quo estratégico. No obstante, Napoleón ganó las batallas subsiguientes frente a Austria y obtuvo un alto el fuego en Znojmo. El 14 de octubre de 1809, se firmó un segundo tratado de Schönbrunn entre Napoleón y el emperador Francisco I. Este tratado reconocía legalmente las conquistas francesas y obligaba a Austria a apoyar el Bloqueo Continental contra Gran Bretaña. Su participación en las guerras napoleónicas exprimió las finanzas estatales austriacas, conduciendo a la declaración bancarrota en 1811. Con el fin de consolidar la situación política, Klemens Metternich apoyó el matrimonio de María Luisa de Austria, la hija de Francisco, con Napoleón en 1810. Esta alianza obligó a Austria a participar en la campaña de Rusia en 1812.
En 1813, Austria y Prusia se unieron nuevamente en una guerra con el mismo enemigo, Francia, miras a darle la estocada final a la supremacía político-militar francesa en Europa. En octubre de ese mismo año, la alianza entre Rusia, Austria y Prusiale ganó al emperador francés en la batalla de Leipzig. en el congreso de Châtillon, los aliados estaban dispuestos a firmar la paz pero las exigencias de los diplomáticos franceses, que se juzgaron inaceptables, los llevaron a interrumpir la negociación. La guerra prosiguió y, en la batalla de Arcis-sobre-Aube, Napoleón fue finalmente vencido.
El 31 de marzo de 1814, las tropas de la coalición hicieron su entrada triunfal en París y Napoleón se vio obligado a abdicar. El tratado de Fontainebleau, firmado entre Francia, Austria, Rusia y Prusia conllevo al exilio del Emperador en la isla de Elba y le aseguró a la emperatriz María Luisa de Austria la completa autonomía de los ducados italianos de Parma, Plaisance y Guastalla. Entre el mes de septiembre de 1814 y el 9 de junio de 1815, el Congreso de Viena estuvo bajo la presidencia del ministro austriaco de asuntos exteriores, el príncipe Metternich, cuyo objetivo fue la reorganización de Europa después de la derrota de Napoleón.

### Revolución de 1848
En febrero de 1848, la revolución francesa de 1848 llegó a su fin y la Segunda República francesa fue proclamada. El espíritu de la revolución se sintió en Austria, de manera que ese mismo año una revolución tuvo lugar. fue infructuosa y el neo-absolutismo perduró.
En el tema de la política extranjera, la monarquía de los Habsburgo fue amenazada en varios frentes: las relaciones con Prusia era difíciles, sobre todo a efectos económicos, e Inglaterra y Rusia veían Austria como un enemigo (sobre todo desde que Austria no había apoyado a Rusia en la guerra de Crimea.

### Guerra franco-prusiana de 1870-1871
La guerra franco prusiana de 1870, durante la cual los Estados del Sur de Alemania apoyaron a Prusia, concluyó con una clara y rápida victoria, llevando a unificación alemana, siendo Guillermo I su emperador, en 1871. Después de la derrota, el emperador Napoleón III fue forzado a abdicar y se proclamó la Tercera República.

### Política de alianza en Europa
Después de los años 1870, la política de alianza condujo al establecimiento de dos bloques enemigos. Las relaciones entre los estados europeos eran difíciles, lo que ponía al continente en gran riesgo de guerra. En 1878, la monarquía de los Habsburgo y el Imperio alemán firmaron la Doble Alianza. Transformándose, luego de la adhesión de Italia, en la Triple alianza, Rumania acabó uniéndose a esta alianza en 1883. Las interacciones entran estos países fueron conflictivas debido al sin fin de tensión entre los nuevos aliados y la monarquía de las Habsburgo. La alianza contraria comenzó a formarse a partir de 1894 entre Francia y Rusia, siendo seguida por la alianza entre Francia e Inglaterra de 1904. Finalmente, en 1907, Inglaterra y Rusia firmaron una alianza, el convenió anglo-ruso de 1907. Durante la Primera Guerra Mundial, estos tres aliados fueron conocidos con el nombre de «Triple-Entente».

## sigloXX

### Primera Guerra Mundial

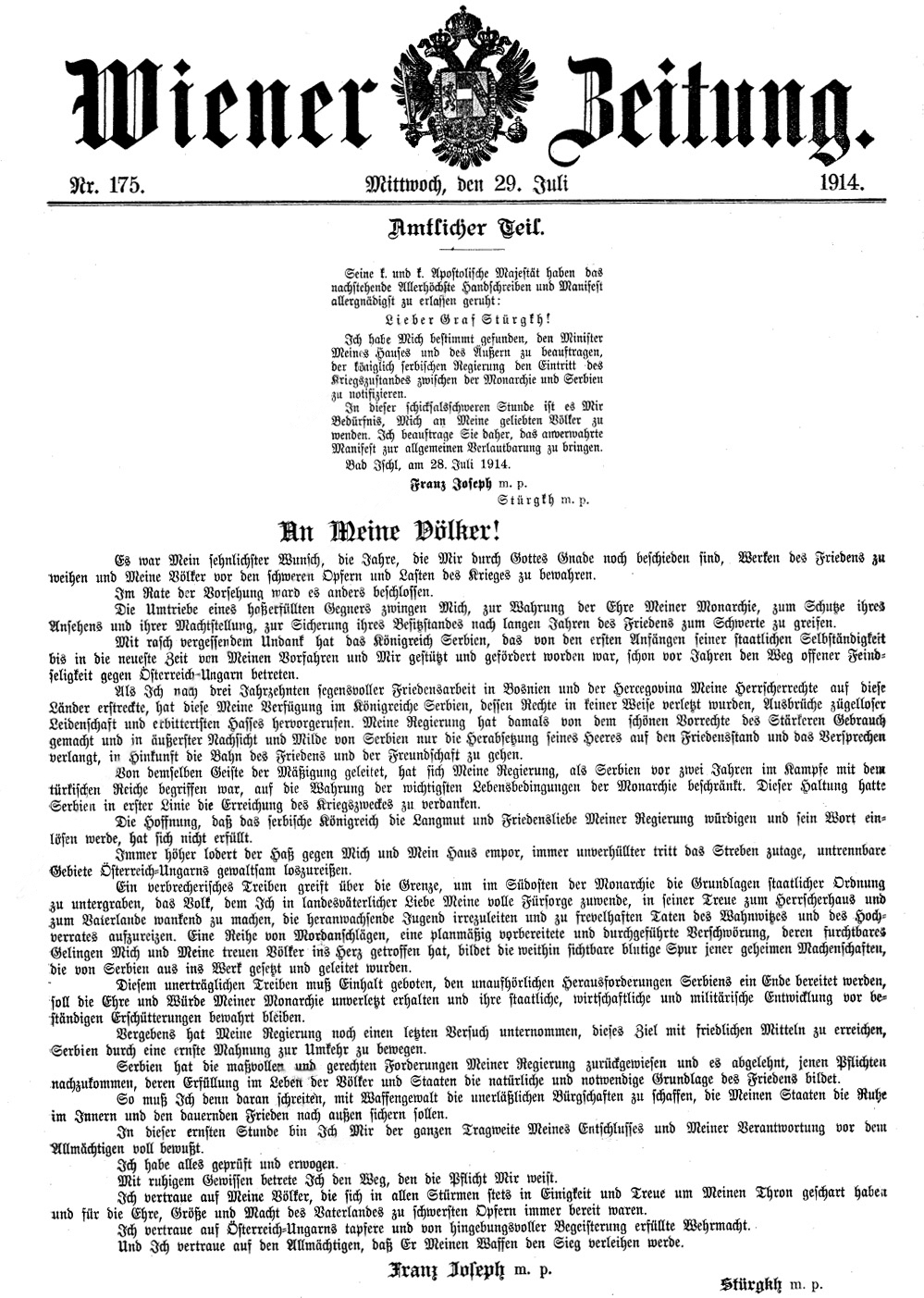
Declaración de guerra de Austria-Hungría a Serbia.

Después del atentado de Sarajevo el 28 de junio de 1914 y la crisis de julio que originó, estalló el conflicto, conocido hoy en día como la Primera Guerra Mundial, el 28 de julio de 1914 con la declaración de guerra del Imperio austro-húngaro al Reino de Serbia. Alemania apoyo a su aliado en su conflicto con Serbia, que a su vez se vio apoyada por el Imperio ruso. Alemania declaró subsecuentemente la guerra a Rusia y Francia. Debido a la violación de la neutralidad belga por parte de los germanos, que permitió la posterior entrada de sus ejércitos en Francia por la retaguardia del ejército francés, como parte del Plan Schlieffen, Inglaterra declaró la guerra a Alemania. Las tropas austro-húngaras fueron enviadas parcialmente al frente occidental como parte de su apoyo militar al Reich alemán en el frente de Bélgica y Francia. Los aliados de la Triple alianza, Italia y Rumanía, declararon en un primer momento su neutralidad pero posteriormente se unieron a la Triple entente.

### Entre guerras

#### Después de la desaparición de Austria-Hungría
Las relaciones entre Austria y Francia durante el periodo de entreguerras se vieron influidas por el resultado y sus posteriores consecuencias de la Primera Guerra Mundial .Con el tratado de Saint-Germain-en_Laye, firmado en 1919 y que entró en vigor en 1920, se sello el destino de Austria-Hungría, tendría que ser desmembrada en múltiples estados centro-europeos. En las difíciles negociaciones del tratado de paz de 1919, Francia defendió una Austria independiente a la cual le estaba prohibido unirse a Alemania. Después de lo ocurrido en la Primera Guerra Mundial, el objetivo de esta política era evitar la emergencia de un nuevo bloque alemán. Francia se opuso a la restauración de la casa de los Habsburgo en Austria, que se fundamentaba en el principio de ¡Ni Anschluss ni Habsburgo! (Weder Anschluss noch Habsburg! en alemán).
Además de sus intereses políticos, Francia también tenía numerosos intereses económicos en Austria tanto en el sector bancario como en el de la industria. apoyando a una federación del Danubio, Francia esperaba tener un centro económico bien conectado, contando con su participación, basado en Viena. Para poder alcanzar este objetivo, la Comisión francesa de reparaciones se transformó en una comisión de socorro y reconstrucción. Al mismo tiempo, la política de ayuda francesa siempre fue una política de poder. Durante la crisis de crédito austriaca de 1931, Francia anunció que únicamente ayudaría a Austria si esta abandonaba sus proyectos de unión aduanera con Alemania En las obligaciones de la Sociedad de las Naciones , una serie de obligaciones suscritas por ciertos Estados con vistas a ser aceptados en la Sociedad de las Naciones de 1923 y 1932, Francia insistió para que Austria se comprometiera en un periodo de mínimo 20 años a no unirse con Alemania.

## Misiones diplomáticas
- Austria tiene una embajada en París.[25]
- Francia tiene una embajada en Viena.[26]

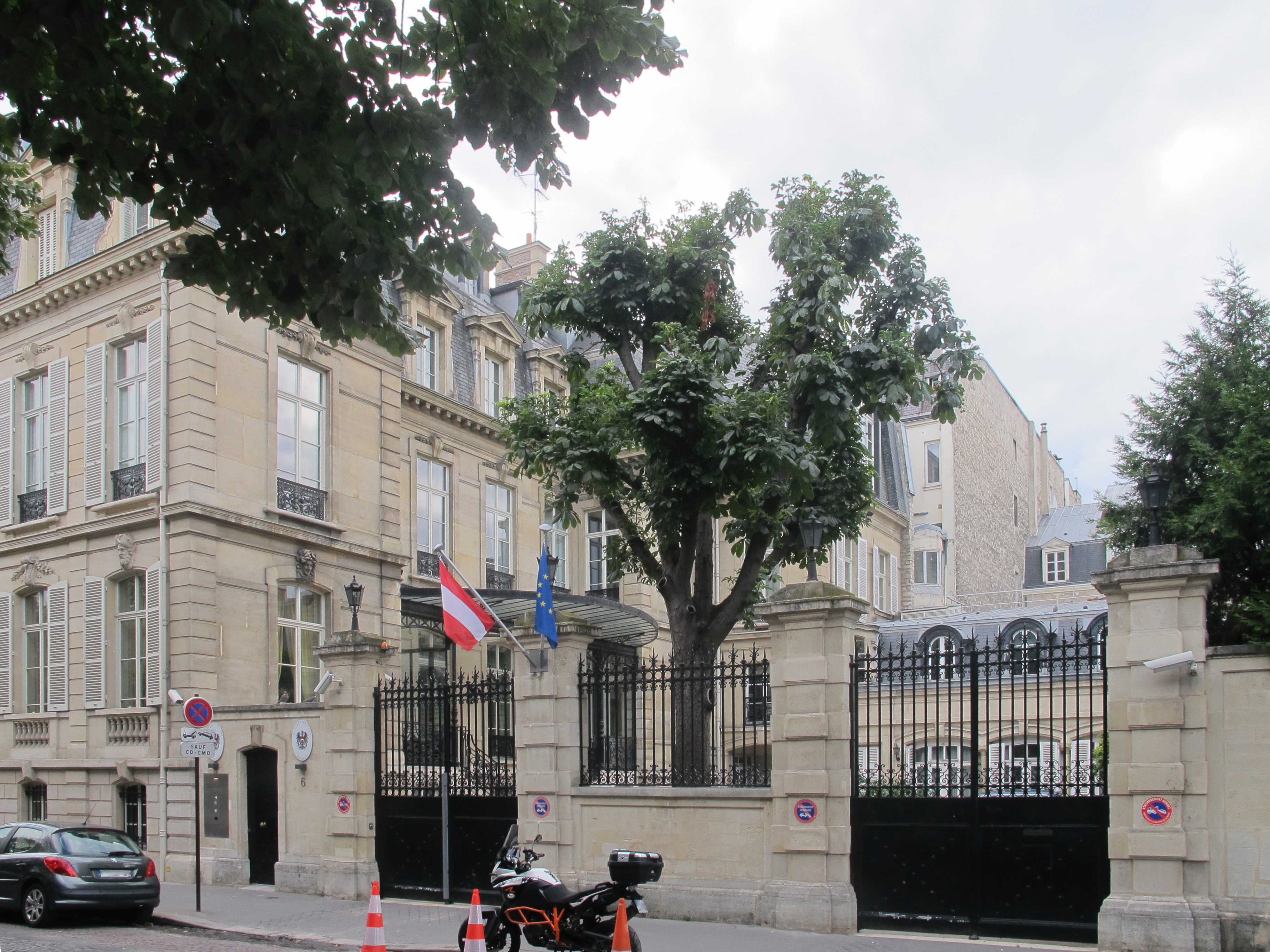
Embajada de Austria en París
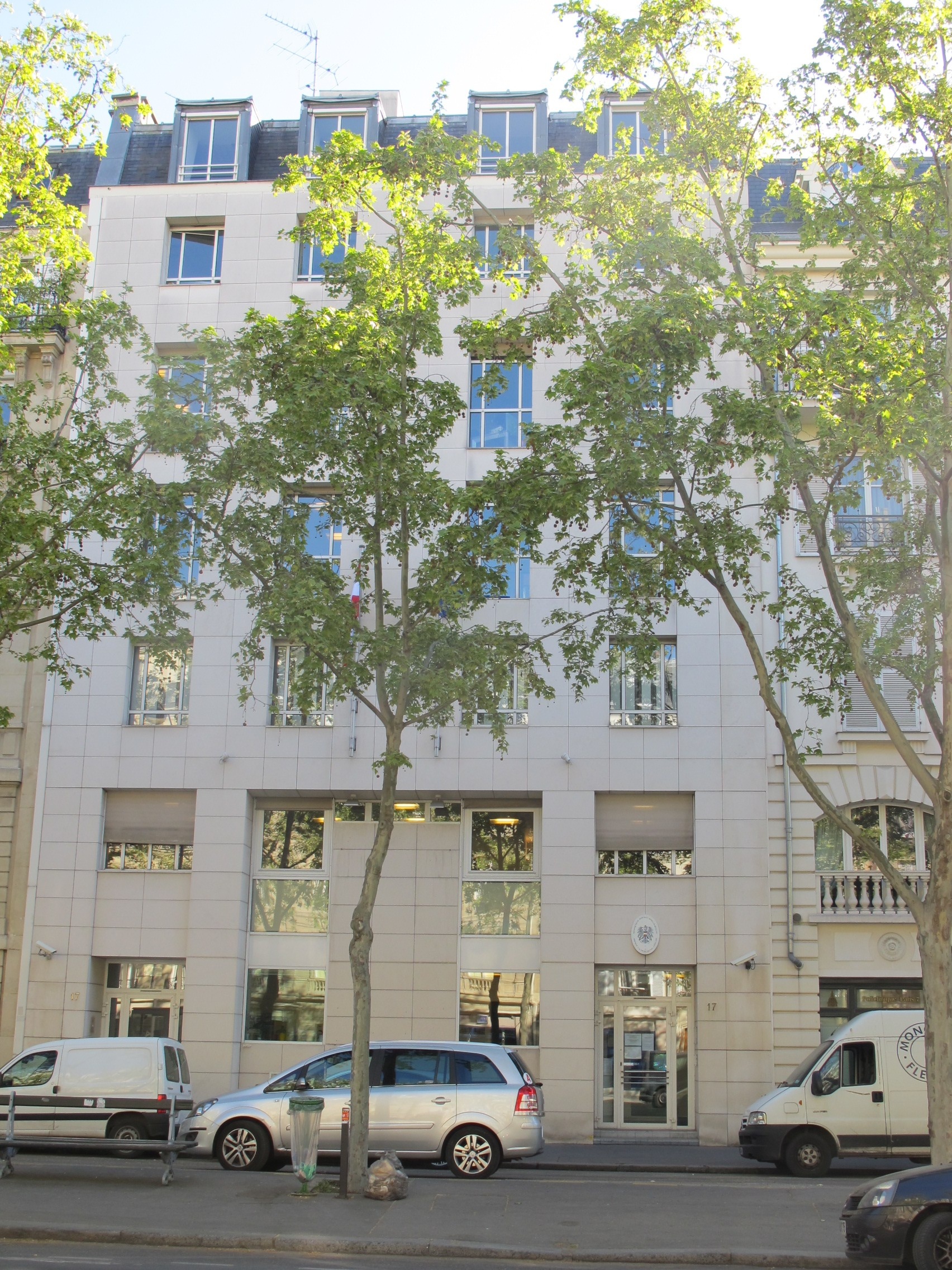
Consulado-General de Austria en París
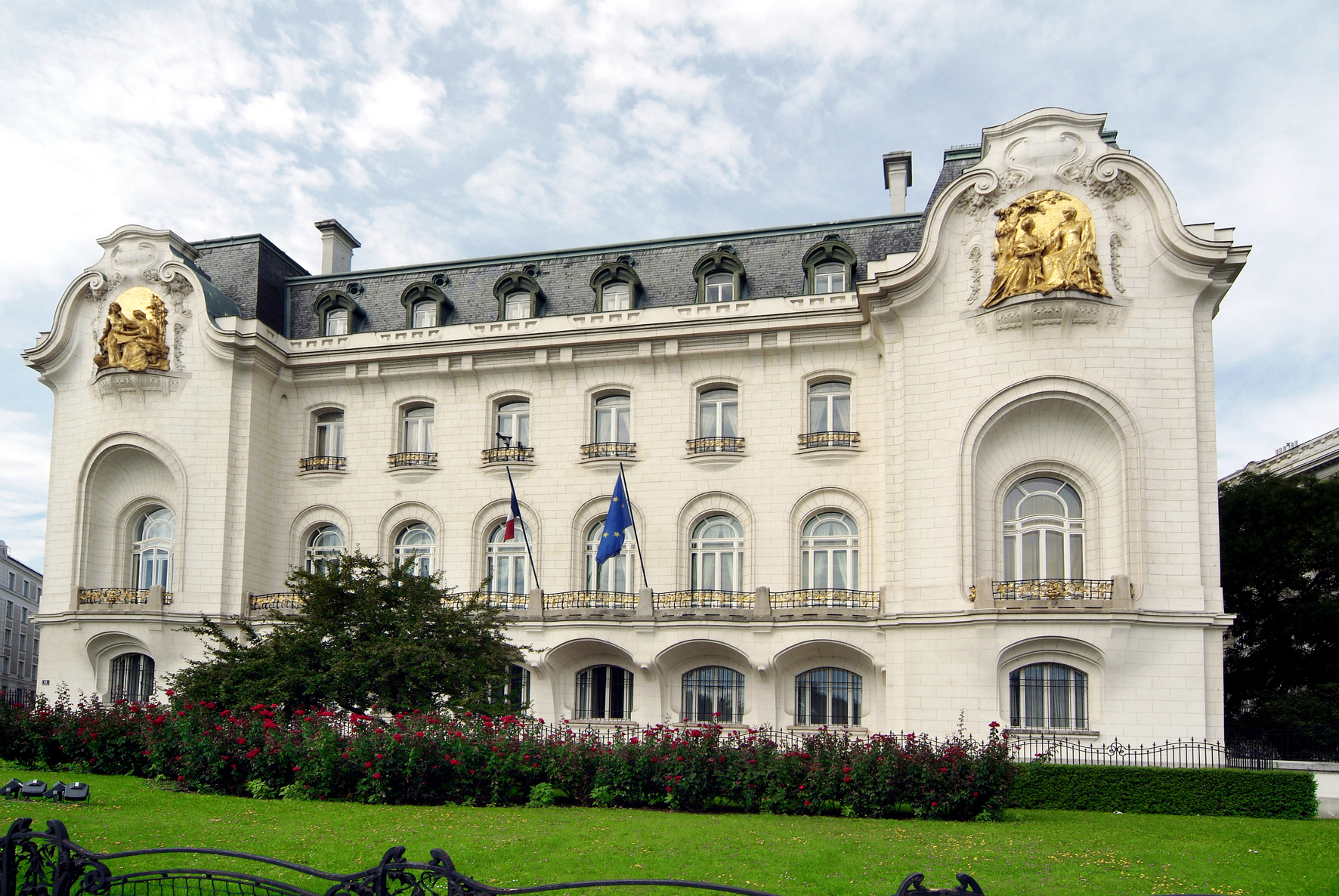
Embajada de Francia en Viena